# Burg Preußisch Eylau

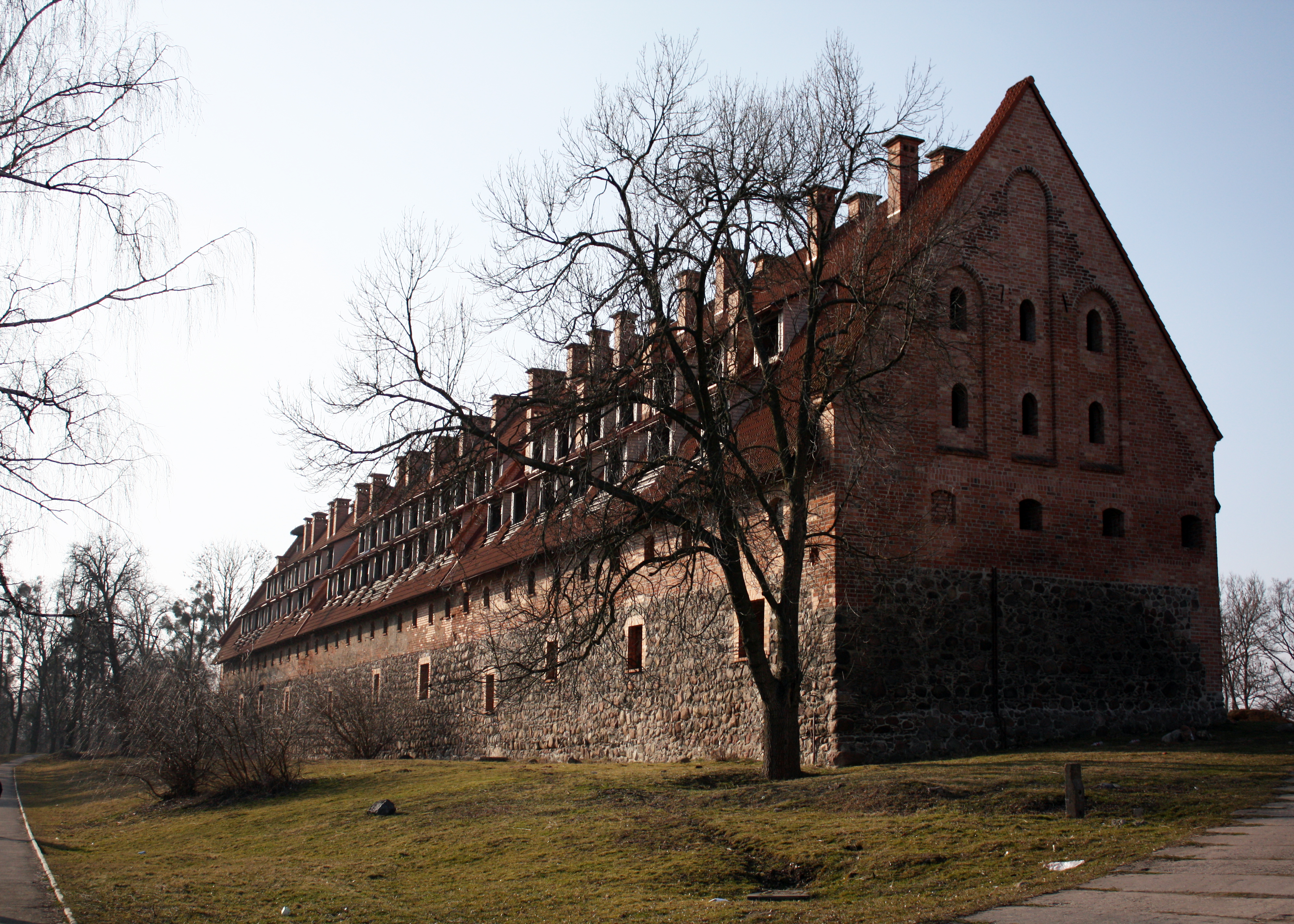
Nebengebäude der Burg Preußisch Eylau

Die Burg Preußisch Eylau war eine Deutschordensburg in Bagrationowsk in der Oblast Kaliningrad.

## Geschichte

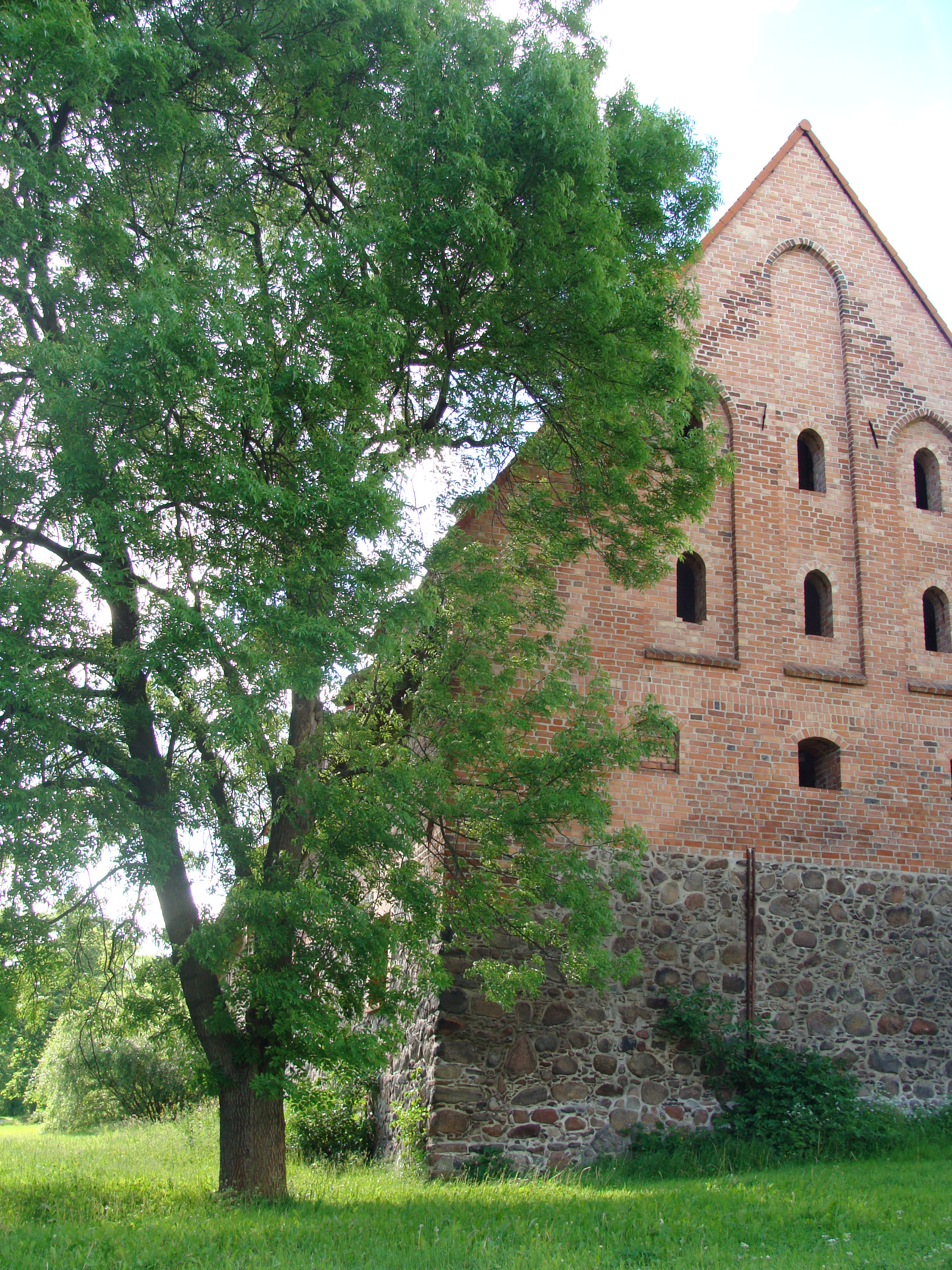
Nebengebäude der Burg Preußisch Eylau

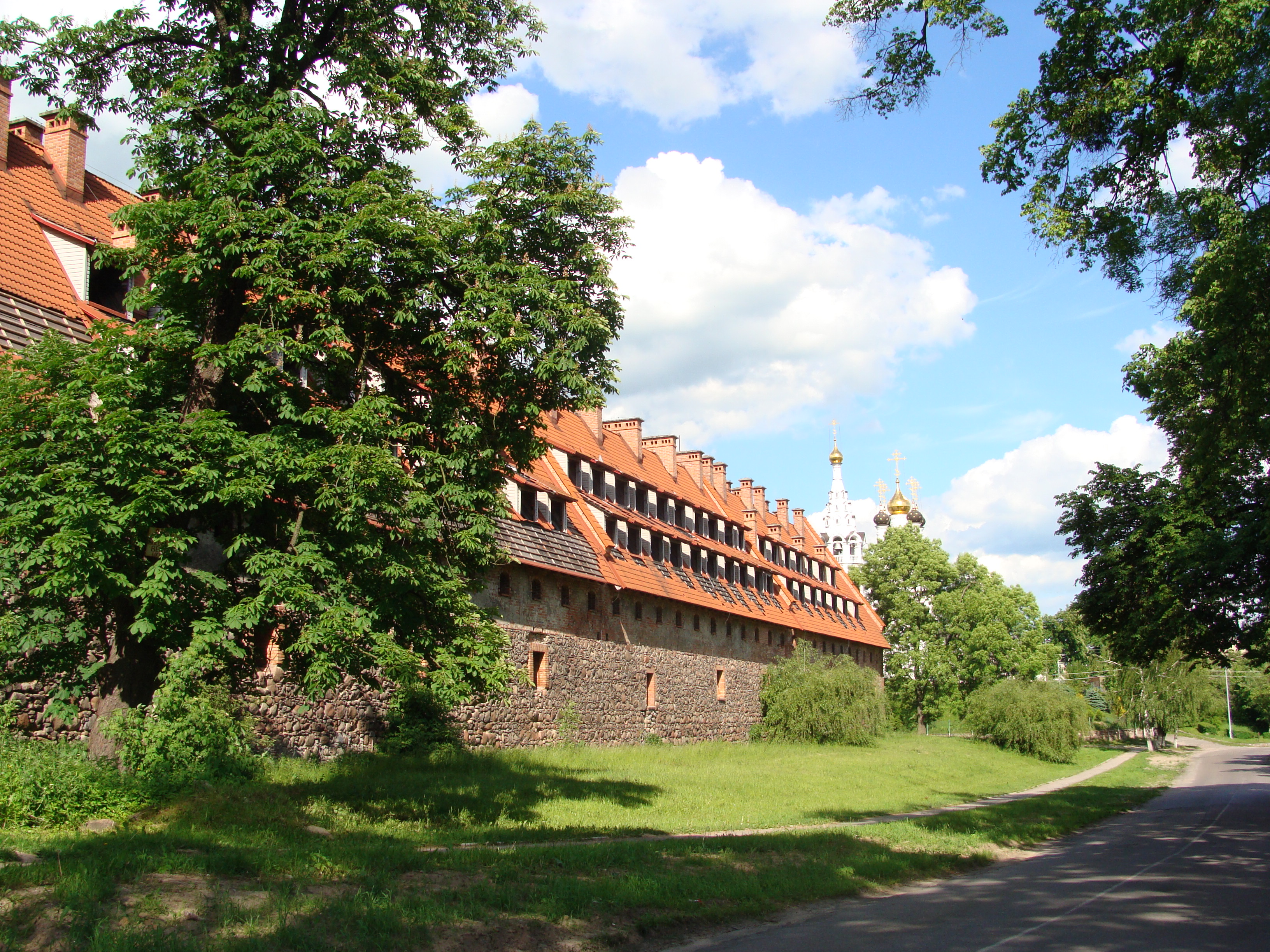
Nebengebäude der Burg Preußisch Eylau

1325 gründete der Deutsche Orden im altpreußischen Gau Natangen die Burg Yladia, zu deren Füßen 1336 das spätere Preußisch Eylau erbaut wurde. Der Balgaer Komtur verlieh der Siedlung 1348 eine Handfeste.  Die Burganlage folgte als vierflügeliges Kastell dem klassischen Schema der Deutschordensburgen. Die Flügel waren als zwei Hauptflügel im Westen und Süden und zwei Nebenflügel im Norden und Osten ausgebildet, wobei der östliche Flügel der jüngste Bauteil ist. Ein quadratischer Bergfried stand in der nordöstlichen Ecke des Kastells. Ein Pfleger ist für 1347 belegt.
Burg und Siedlung gab Hochmeister Johann von Tiefen (um 1440–1497) dem Ordensbruder Heinrich Reuß von Plauen (1400–1470) auf Lebenszeit.
Die Burg wurde 1455 durch ein Feuer zerstört, 1520 und 1525 durch polnische Truppen verwüstet, aber nicht eingenommen. Nebengebäude und Ruinenreste der Burg sind erhalten.